# Andrena schoenitzeri
Andrena schoenitzeri is een vliesvleugelig insect uit de familie Andrenidae. De wetenschappelijke naam van de soort is voor het eerst geldig gepubliceerd in 1998 door Gusenleitner.